# Musée d'Al Kasbah
Pour les articles homonymes, voir Kasbah (homonymie).
Le musée d'Al Kasbah ou Musée la Kasbah des cultures méditerranéennes est un site patrimonial de la ville de Tanger, au Maroc, abritant un musée archéologique et ethnographique. Situé à l'Est de la Kasbah, il se trouve dans un palais qui fut construit entre 1684 et 1740 par le Pacha Ali ben Abdallah Er-Riffi et son fils Ali après que les Anglais ont fui la ville [réf. nécessaire]. 